# Hypercompe caudulosa
Hypercompe caudulosa är en fjärilsart som beskrevs av Guen. Hypercompe caudulosa ingår i släktet Hypercompe och familjen björnspinnare. Inga underarter finns listade i Catalogue of Life.